# Feliks Pohorecki (historyk)
Feliks Hubert Pohorecki (ur. 3 listopada 1890 w Tarnopolu, zm. 27 lipca 1945 w Krakowie) – polski historyk mediewista, archiwista.

## Życiorys
Urodził się w rodzinie Stanisława Pohoreckiego, adwokata i notariusza, oraz jego żony Anny z Miexnerów. Kształcił się w C.K. Wyższym Gimnazjum w Tarnopolu, gdzie w 1908 złożył egzamin dojrzałości. Absolwent uniwersytetu we Lwowie i w Wiedniu. Uczył w Państwowym Gimnazjum im. ks. Hugo Kołłątaja w Krotoszynie. Kustosz Archiwum Państwowego w Poznaniu (1923–1934) i we Lwowie (1918–1921, 1934–1939, 1941–1944).
Zmarł w Krakowie, został pochowany na cmentarzu Rakowickim (kwatera XVII-płn-6).

## Ordery i odznaczenia
- Złoty Krzyż Zasługi (9 listopada 1932)[3]

## Publikacje
- Bibljoteka Archiwum Państwowego w Poznaniu 1869–1929, Poznań 1929.
- Rytmika kroniki Galla-Anonima, Poznań 1930.
- Targi i jarmarki, Lwów: Państw. Wydaw. Książek Szkolnych 1933.
- Catalogus diplomatum Bibliothecae Instituti Ossoliniani nec non Bibliothecae Pavlikovianae inde ab anno 1227 usque ad annum 1506, Leopoli: Soc. Amic. Inst. Ossoliniani 1937.
- Kilka uwag o dyplomach i aktach wołyńskich, Równe: Zarząd Wołyńskiego Okręgu Związku Nauczycielstwa Polskiego 1938.